# 410

## Evenimente
- Roma este cucerită de regele vizigot Alaric.

## Arte, științe, literatură și filozofie
- Sf. Augustin încheie scrierea cărții De civitate Dei.

## Nașteri
- dată necunoscută: Papa Gelasius I  (d. 496)
- dată necunoscută: Priscus  (d. 471)
- dată necunoscută: Moise de Corene istoric armean (d. 490)
- 8 ianuarie: Severin de Noricum cetățean roman, misionar creștin (d. 482)
- dată necunoscută: Daniel Stâlpnicul  (d. 490)

## Decese
- Alaric I, rege al vizigoților, din 395, primul conducător germanic care cucerește Roma (n.c. 370)